# Europorte
Europorte ist ein privates französisches Gütereisenbahnverkehrsunternehmen und Infrastrukturbetreiber im Besitz von Getlink. 

## Geschichte
Das Unternehmen entstand 2009, als Eurotunnel vom Großunternehmen Veolia die in Frankreich tätigen Teile von Veolia Cargo, dem Güterverkehrsbereich von Veolia Transport übernahm. Die anderen Teile von Veolia Cargo, darunter Captrain Deutschland, gingen an die SNCF Geodis.

## Geschäftsbereiche

### Güterverkehr durch den Eurotunnel
Das Tochterunternehmen Europorte Channel bietet Güterverkehr durch den Eurotunnel an.

### Überregionaler Güterverkehr
Die Europorte France SAS ist im überregionalen Güterverkehr in Frankreich und mitteleuropäischen Nachbarländern tätig. Seit 2021 besitzt die vollständig durch die Europorte SAS gehaltene Gesellschaft ein europäisches Sicherheitszertifikat der ERA.
Das Tochterunternehmen GB Railfreight im britischen Güterverkehr tätig. Die Bourgogne Fret Services SAS, an der Europorte zwei Drittel der Firmenanteile besitzt, fährt Getreide von Venarey-les-Laumes nach Port-Saint-Louis-du-Rhône.

### Regionale Leistungen
Unter dem Namen Europorte Services bieten zwei Europorte-Tochterunternehmen regionale Leistungen an.
Die aus den regionalen Betriebsteilen der früheren CFTA Cargo hervorgegangene Europorte Proximité betreibt eine Werkstatt in Gray (Haute-Saône) und agiert als Dienstleister für andere Unternehmen.
Socorail betreibt und bedient Industrie- und Hafenbahnen. Die Europorte-Tochterfirma ist ferner als Subunternehmer (Gestionnaire d'Infrastructure Conventionné, GIC) des Netzbetreibers SNCF Réseau Infrastrukturbetreiber für öffentliche Bahnstrecken.
Mit Stand Juni 2022 ist Europorte Services/Socorail damit für rund 800 km Gleisanlagen verantwortlich:
| Art                           | Infrastruktur                        | Länge               | Teil der Strecke(n)                                         |
| ----------------------------- | ------------------------------------ | ------------------- | ----------------------------------------------------------- |
| Hafenbahn                     | Häfen Nantes und Saint-Nazaire       | 35 km (Gleislänge)  |                                                             |
| Hafenbahn                     | Hafen La Rochelle                    | 37 km (Gleislänge)  |                                                             |
| Hafenbahn                     | Hafen Le Havre                       | 168 km (Gleislänge) |                                                             |
| Hafenbahn                     | Häfen Calais und Boulogne-sur-Mer    | 10 km (Gleislänge)  |                                                             |
| Hafenbahn                     | Hafen Dunkerque                      | 103 km (Gleislänge) |                                                             |
| Hafenbahn                     | Port Autonome de Strasbourg          | 105 km (Gleislänge) |                                                             |
| Hafenbahn                     | Hafen Arles                          |                     |                                                             |
| GIC für das Département Aisne | Saint-Quentin–Origny                 | 28 km               | Saint-Quentin–Guise                                         |
| GIC für das Département Aisne | Guignicourt–Berry-au-Bac             | 4 km                |                                                             |
| GIC für SNCF Réseau           | Verdun–Dugny                         | 8 km                | Lérouville–Pont-Maugis                                      |
| GIC für SNCF Réseau           | Esternay–Oiry                        | 66 km               | Gretz-Armainvilliers–Sézanne Oiry-Mareuil–Romilly-sur-Seine |
| GIC für SNCF Réseau           | Neufchâteau–Gironcourt               | 28 km               | Neufchâteau–Épinal                                          |
| GIC für SNCF Réseau           | Pont-St-Vincent–Rosières-aux-Salines | 20 km               | Toul–Rosières-aux-Salines                                   |
| GIC für SNCF Réseau           | Laluque–Tartas                       | 13 km               | Laluque–Tartas                                              |
| GIC für SNCF Réseau           | Bassens–Le Bec-d'Ambès               | 16 km               | Bassens–Le Bec-d'Ambès                                      |

## Lokbestand
Anfang 2015 besaß die Europorte-Firmengruppe folgende Lokomotiven (einschließlich bestellter, vor der Auslieferung stehender Fahrzeuge):
| Baureihe                | Anzahl | Antrieb           | Leistung | Betreiber         |
| ----------------------- | ------ | ----------------- | -------- | ----------------- |
| Vossloh Euro 4000       | 28     | dieselelektrisch  | 2,9 MW   | Europorte France  |
| Vossloh G2000           | 4      | dieselhydraulisch | 2,2 MW   | Europorte France  |
| MaK G 1206              | 7      | dieselhydraulisch | 1,5 MW   | Europorte France  |
| Vossloh G1000           | 15     | dieselhydraulisch | 1,1 MW   | Europorte France  |
| BB 4800 (ex HBNPC)      | 15     | dieselelektrisch  | 0,5 MW   | Europorte France  |
| Vossloh DE 18           | 7      | dieselelektrisch  | 1,8 MW   | Europorte France  |
| Alstom Prima II         | 17     | elektrisch        | 4,2 MW   | Europorte France  |
| BR-Klasse 73/1          | 9      | dieselelektrisch  | 1 MW     | GB Railfreight    |
| BR-Klasse 73/9          | 11     | dieselelektrisch  | 1 MW     | GB Railfreight    |
| Class 59                | 1      | dieselelektrisch  | 2,4 MW   | GB Railfreight    |
| Class 66                | 63     | dieselelektrisch  | 2,4 MW   | GB Railfreight    |
| BR-Klasse 08            | 2      | dieselelektrisch  | 0,3 MW   | GB Railfreight    |
| BR-Klasse 09            | 2      | dieselelektrisch  | 0,3 MW   | GB Railfreight    |
| BR-Klasse 92            | 16     | dieselelektrisch  | 5 MW     | Europorte Channel |
| div. Rangierlokomotiven | 61     | diesel            |          | Socorail          |
| div. Zweiwegefahrzeuge  | 17     | diesel            |          | Socorail          |